# Santa Bárbara (Suchitepéquez)
Santa Bárbara de la Costilla y La Grande («Santa Bárbara»: en honor a santa patrona Bárbara de Nicomedia; «Costilla y la Grande»: por su ubicación geográfica) más conocida como Santa Bárbara, es un municipio del departamento de Suchitepéquez de la región sur-occidente de la República de Guatemala.
Luego de la Independencia de Centroamérica en 1821, pasó a formar parte del departamento de Sololá/Suchitepéquez; y en 1838 fue parte del efímero Estado de Los Altos hasta que este fue reincorporado al Estado de Guatemala por el general conservador Rafael Carrera en 1840.  Posteriormente, tras la Reforma Liberal de 1871, el 12 de agosto de 1872 el gobierno de facto del presidente provisorio Miguel García Granados creó el departamento de Quiché, al que adjudicó gran parte del territorio de Sololá, aunque Santa Bárbara permaneció en este último.
Cuando los departamentos de Sololá y Suchitepéqez se separaron definitivamente en 1934, pasó a la jurisdicción de este último y en 1951 perdió parte de su territorio cuando fue creado el municipio de Río Bravo.

## Toponimia
Muchos de los nombres de los municipios y poblados de Guatemala constan de dos partes: el nombre del santo católico que se venera el día en que fueron fundados y una descripción con raíz náhuatl; esto se debe a que las tropas que invadieron la región en la década de 1520 al mando de Pedro de Alvarado estaban compuestas por soldados españoles y por indígenas tlaxcaltecas y cholultecas.  En algunos casos, los poblados tenían el nombre del santo y una descripción en castellano de la ubicación geográfica de la localidad, como en el caso de Santa Bárbara de la Costilla y La Grande, que fue nombrada en honor a santa Bárbara de Nicomedia.

## Demografía
El municipio tiene una población aproximada de 27 215 según el censo de población del año 2018 con una densidad de 218 personas por kilómetro cuadrado. El municipio tiene una población superior de gente de raza ladino con un porcentaje del 86% y el 13% es de gente indígena las cuales son de raza kakchiquel y quiché.

## Geografía física
El municipio tiene una extensión territorial de 132 km².

### Clima
La cabecera municipal de Santa Bárbara tiene clima tropical (Clasificación de Köppen: Am).
| Parámetros climáticos promedio de Santa Bárbara | Parámetros climáticos promedio de Santa Bárbara | Parámetros climáticos promedio de Santa Bárbara | Parámetros climáticos promedio de Santa Bárbara | Parámetros climáticos promedio de Santa Bárbara | Parámetros climáticos promedio de Santa Bárbara | Parámetros climáticos promedio de Santa Bárbara | Parámetros climáticos promedio de Santa Bárbara | Parámetros climáticos promedio de Santa Bárbara | Parámetros climáticos promedio de Santa Bárbara | Parámetros climáticos promedio de Santa Bárbara | Parámetros climáticos promedio de Santa Bárbara | Parámetros climáticos promedio de Santa Bárbara | Parámetros climáticos promedio de Santa Bárbara |
| Mes                                             | Ene.                                            | Feb.                                            | Mar.                                            | Abr.                                            | May.                                            | Jun.                                            | Jul.                                            | Ago.                                            | Sep.                                            | Oct.                                            | Nov.                                            | Dic.                                            | Anual                                           |
| ----------------------------------------------- | ----------------------------------------------- | ----------------------------------------------- | ----------------------------------------------- | ----------------------------------------------- | ----------------------------------------------- | ----------------------------------------------- | ----------------------------------------------- | ----------------------------------------------- | ----------------------------------------------- | ----------------------------------------------- | ----------------------------------------------- | ----------------------------------------------- | ----------------------------------------------- |
| Temp. máx. media (°C)                           | 30.9                                            | 31.8                                            | 32.2                                            | 32.1                                            | 31.8                                            | 31.0                                            | 31.3                                            | 31.2                                            | 30.5                                            | 30.3                                            | 30.6                                            | 30.8                                            | 31.2                                            |
| Temp. media (°C)                                | 24.4                                            | 25.2                                            | 25.7                                            | 26.2                                            | 26.2                                            | 25.8                                            | 25.9                                            | 25.9                                            | 25.5                                            | 25.2                                            | 25.1                                            | 24.8                                            | 25.5                                            |
| Temp. mín. media (°C)                           | 18.0                                            | 18.6                                            | 19.3                                            | 20.3                                            | 20.7                                            | 20.6                                            | 20.6                                            | 20.7                                            | 20.5                                            | 20.2                                            | 19.7                                            | 18.8                                            | 19.8                                            |
| Precipitación total (mm)                        | 15                                              | 24                                              | 49                                              | 142                                             | 353                                             | 547                                             | 432                                             | 437                                             | 580                                             | 538                                             | 153                                             | 40                                              | 3310                                            |
| Fuente: Climate-Data.org                        |                                                 |                                                 |                                                 |                                                 |                                                 |                                                 |                                                 |                                                 |                                                 |                                                 |                                                 |                                                 |                                                 |

### Ubicación geográfica
El municipio se encuentra en el departamento de Suchitepéquez, a una distancia de 72 km de la cabecera departamental Mazatenango. Sus colindancias son:
- Norte: San Pedro La Laguna, municipio del departamento de Sololá
- Sur: Río Bravo
- Este: San Juan Bautista y Patulul, municipios del departamento de Suchitepéquez
- Oeste:  se encuentran los municipios de Chicacao, Río Bravo y San Pedro La Laguna municipio del departamento de Sololá[8]

|                                               | Norte: San Pedro La Laguna |                                 |
| Oeste: San Pedro La Laguna Chicacao Río Bravo |                            | Este: San Juan Bautista Patulul |
|                                               | Sur: Río Bravo             |                                 |

## Gobierno municipal
Los municipios se encuentran regulados en diversas leyes de la República, que establecen su forma de organización, lo relativo a la conformación de sus órganos administrativos y los tributos destinados para los mismos.  Aunque se trata de entidades autónomas, se encuentran sujetos a la legislación nacional y las principales leyes que los rigen desde 1985 son:
| N.º | Ley                                                | Descripción |
| --- | -------------------------------------------------- | --- |
| 1   | Constitución Política de la República de Guatemala | Tiene una regulación legal específica para los municipios en los artículos 253 al 262. |
| 2   | Ley Electoral y de Partidos Políticos              | Ley de carácter constitucional aplicable a los municipios en el tema de la conformación de sus autoridades electas. |
| 3   | Código Municipal                                   | Decreto 12-2002 del Congreso de la República de Guatemala. Tiene la categoría de ley ordinaria y contiene preceptos generales aplicables a todos los municipios, e inclusive contiene legislación referente a la creación de los municipios.             |
| 4   | Ley de Servicio Municipal                          | Decreto 1-87 del Congreso de la República de Guatemala. Regula las relaciones entra la municipalidad y los servidores públicos en materia laboral. Tiene su base constitucional en el artículo 262 de la constitución que ordena la emisión de la misma. |
| 5   | Ley General de Descentralización                   | Decreto 14-2002 del Congreso de la República de Guatemala. Regula el deber constitucional del Estado, y por ende del municipio, de promover y aplicar la descentralización y desconcentración económica y administrativa.                                |

El gobierno de los municipios está a cargo de un Concejo Municipal mientras que el código municipal —ley ordinaria que contiene disposiciones que se aplican a todos los municipios— establece que «el concejo municipal es el órgano colegiado superior de deliberación y de decisión de los asuntos municipales […] y tiene su sede en la circunscripción de la cabecera municipal»; el artículo 33 del mencionado código establece que «[le] corresponde con exclusividad al concejo municipal el ejercicio del gobierno del municipio».
El concejo municipal se integra con el alcalde, los síndicos y concejales, electos directamente por sufragio universal y secreto para un período de cuatro años, pudiendo ser reelectos.
Existen también las Alcaldías Auxiliares, los Comités Comunitarios de Desarrollo (COCODE), el Comité Municipal del Desarrollo (COMUDE), las asociaciones culturales y las comisiones de trabajo. Los alcaldes auxiliares son elegidos por las comunidades de acuerdo a sus principios y tradiciones, y se reúnen con el alcalde municipal el primer domingo de cada mes, mientras que los Comités Comunitarios de Desarrollo y el Comité Municipal de Desarrollo organizan y facilitan la participación de las comunidades priorizando necesidades y problemas.
Los alcaldes que ha habido en el municipio son:
- 2012-2016: Otto Nájera[11]

## Historia

### Tras la Independencia de Centroamérica
Se desconoce la fecha de fundación del poblado, pero tras la Independencia de Centroamérica según el Decreto del 11 de octubre de 1825 del Estado de Guatemala fue asignado al Circuito de Atitlán, en el distrito N.º 11 (Suchitepéquez) para la impartición de justicia; junto a Santa Bárbara estaban en ese distrito Atitlán, Tolimán, San Pedro La Laguna, Santa Clara, la Visitación, San Pablo, San Marcos, San Miguelito, Patulul y San Juan de los Leprosos.

### El efímero Estado de Los Altos

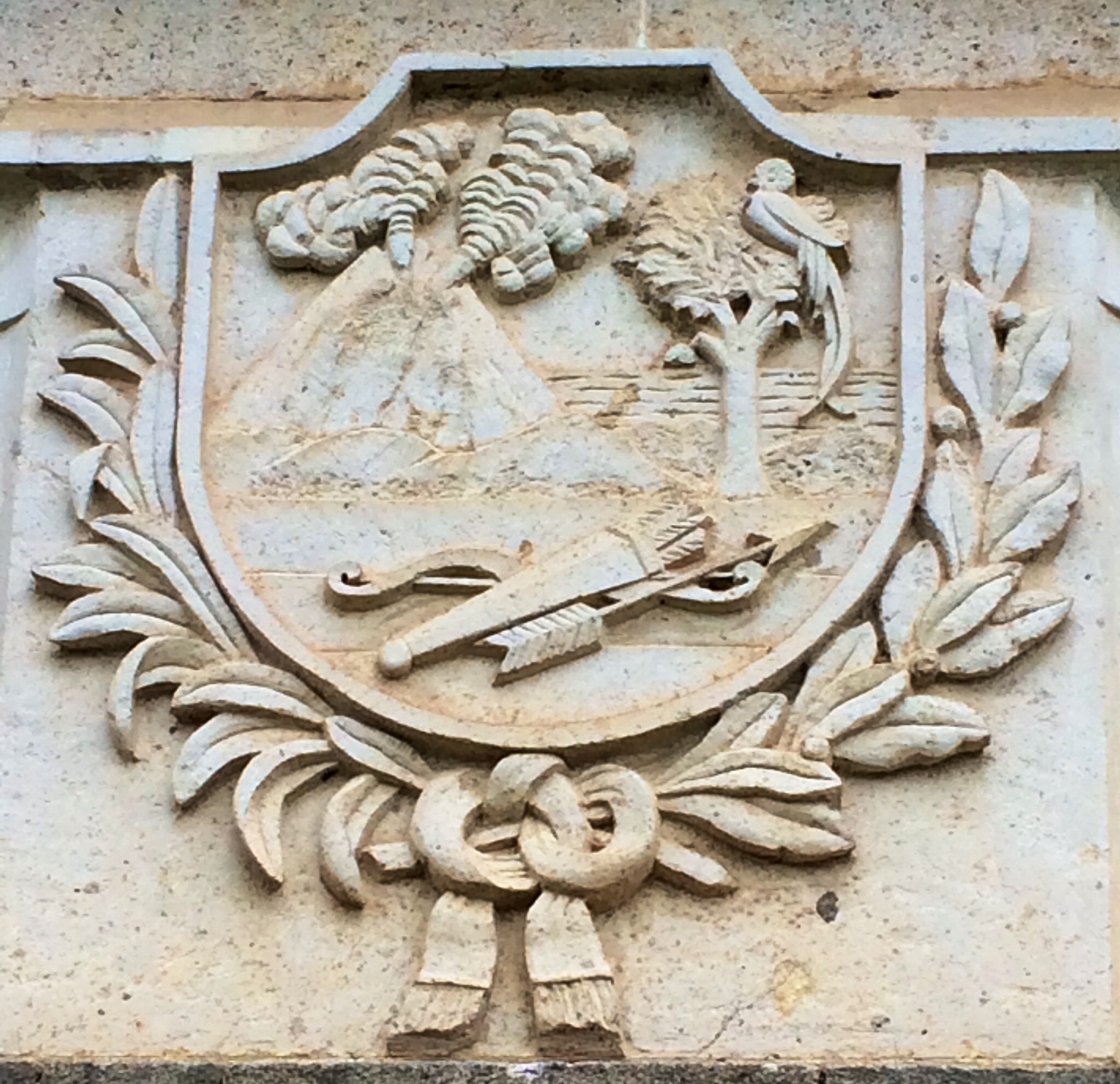
Escudo del Estado de los Altos

En abril de 1838 San Juan de Los Leprosos pasó a formar parte de la región que constituyó el efímero Estado de Los Altos y que el 12 de septiembre de 1839 forzó a que el Estado de Guatemala se reorganizara en siete departamentos y dos distritos independientes: 
- Departamentos: Chimaltenango, Chiquimula, Escuintla, Guatemala, Mita, Sacatepéquez, y Verapaz
- Distritos: Izabal y Petén[3]

La región occidental de la actual Guatemala había mostrado intenciones de obtener mayor autonomía con respecto a las autoridades de la ciudad de Guatemala desde la época colonial, pues los criollos de la localidad consideraban que los criollos capitalinos que tenían el monopolio comercial con España no les daban un trato justo.  Pero este intento de secesión fue aplastado por el general Rafael Carrera, quien reintegró al Estado de Los Altos al Estado de Guatemala en 1840.

### Tras la Reforma Liberal de 1871
Luego de la Reforma Liberal de 1871, el presidente de facto provisiorio Miguel García Granados dispuso crear el departamento de Quiché para mejorar la administración territorial de la República dada la enorme extensión del territorio de Totonicapán y de Sololá. De esta cuenta, el 12 de agosto de 1872 el departamento de Sololá perdió sus distritos de la Sierra y de Quiché y se vio reducido únicamente a los poblados de Santa Bárbara, villa de Sololá, San José Chacallá, Panajachel, Concepción, San Jorge, San Andrés Semetabaj, Santa Cruz, Santa Clara, Santa Lucía Utatlán, San Juan de los Leprosos, Visitación, San Pedro, San Juan, San Pablo, San Marcos, Atitlán, San Lucas Tolimán, San Antonio Palopó, Santa Catarina Palopó y Patulul.

### Demarcación política de Guatemala de 1902
En 1902, el gobierno del licenciado Manuel Estrada Cabrera publicó la Demarcación Política de la República, y en ella se describe a Santa Bárbara de la siguiente forma: «su cabecera es el pueblo del mismo nombre, a 42 km de Sololá, ocupa un área de 425 caballerías.  Su clima es caliente, y los principales ramos de la agricultura están constituidos por: café maíz y cacao. Sus límites son: al Norte, el volcán Atitlán, al Sur, el departamento de Escuintla; al Oriente, San Juan Bautista y Patulul; y al Occidente, departamento de Suchitepéquez».
Hasta el 4 de noviembre de 1925 los departamentos de Sololá y Suchitepéquez estuvieron unidos; cuando se separaron, el municipio se Santa Bárbara formó parte de su actual departamento Suchitepéquez el 22 de mayo de 1934.[cita requerida]

### Separación de Río Bravo
Por Acuerdo Gubernativo del 22 de enero de 1946 del gobierno del Dr. Juan José Arévalo, la cabecera de Río Bravo se elevó a la categoría de pueblo; posteriormente, por Decreto n.º 226 del Congreso de la República, fue elevado a la categoría de Municipio, segregándolo del territorio de Santa Bárbara en acta del 10 de diciembre de 1951 del gobierno del coronel Jacobo Arbenz Guzmán.[cita requerida]